# Gilberto Azevedo
Gilberto Ronaldo Campelo de Azevedo, ou simplesmente Gilberto Azevedo, (Belém, 30 de setembro de 1930 – Rio de Janeiro, 27 de julho de 1988) foi um advogado, bancário e político brasileiro, outrora deputado federal pelo Pará.

## Dados biográficos
Filho de Gilberto Mendes de Araújo e Tomires Campelo de Azevedo. Advogado formado pela Pontifícia Universidade Católica do Rio de Janeiro, trabalhou antes como bancário no Banco do Brasil. Primeiro suplente de deputado federal pelo PTB do Pará em 1962, exerceu o mandato sob convocação e depois efetivaram-no ante a cassação de Américo Silva pelo Ato Institucional Número Um baixado pelo Regime Militar de 1964. Quando impuseram o bipartidarismo, migrou para a ARENA, o novo partido governista, sendo reeleito em 1966.
Cassado pelo Ato Institucional Número Cinco em 30 de setembro de 1969, teve os direitos políticos suspensos por dez anos. No mesmo ano tornou-se representante comercial da Rede Globo. Beneficiado pela Lei da Anistia sancionada em 28 de agosto de 1979 pelo presidente João Figueiredo, ingressou no PDS no ano seguinte e em 1982 disputou, sem sucesso, outro mandato de deputado federal pelo Pará. De volta ao Rio de Janeiro, retornou ao PTB em 1983 e beneficiou-se do acordo entre esta legenda e o PDS ao ser nomeado para o conselho de administração da Eletronorte. Com a vitória da Nova República, foi chefe de gabinete de Rafael de Almeida Magalhães, ministro da Previdência Social no Governo José Sarney. Seu último cargo público foi o de assessor de assuntos políticos do governador do Rio de Janeiro, Moreira Franco.